# ドロシー・ポペノー

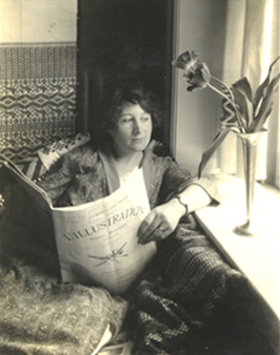
ドロシー・ポペノー

ドロシー・ポペノー（Dorothy Popenoe、結婚前の名 Dorothy Kate Hughe、1899年7月 - 1932年12月）はイギリス生まれで、アメリカ合衆国、南米で働いた、植物学者、考古学者である。

## 略歴
サリー州のアシュフォードで生まれた。アシュフォードの女学校（Welsh Girls' School）に入学するが、第一次世界大戦中は婦人農耕部隊 (Women's Land Army:イギリスの軍隊に出征した男性の農業者の代わりに農場で若い女性が働く組織）に参加した。1918年から、キューガーデンで、Otto Knapfの学生助手として植物分類の仕事を手伝いながら、ロンドン大学で学んだ。1923年にアメリカ合衆国の農務省で働く女性研究者、メアリー・アグネス・チェースに招かれて、アメリカ国立標本館の職員となった。タケ類の分類学研究を行った。アメリカで果樹研究家のウィルソン・ポペノーと知り合い結婚し、5人の子供が生まれた。
1925年に夫がユナイテッド・フルーツ社の熱帯フルーツ試験場の所長の職に就いたため、ホンジュラスの大西洋岸の町、テラに移った。農業試験場の建設のために整地された土地からは多くのマヤの遺物が発見され、ポペノーは、自ら図版を描き論文を発表した。考古学への興味を持ったドロシー・ポペノーはエクアドル人の助手とマヤの要塞都市Tenampuaを調査し、論文を発表した。
さらに研究を進めたが、1932年に急死した。未熟な時は有毒である果物、アキーを食べたのが原因であったとされる。考古学の研究結果の多くは没後出版された。
2016年7月現在、IPNIの著者検索（Author Query）には旧姓の "Hughes" - Dorothy Kate Hughes 1899-1932と"D.Popenoe" - Dorothy Kate Popenoe 1899-1932の両方が登録されている。